# Adriatischer Stör
Der Adriatische Stör (Huso naccarii, Synonym: Acipenser naccarii) ist eine Art aus der Familie der Störe (Acipenseridae), die nur in der Adria vorkommt. Der Name erinnert an den italienischen Naturforscher Fortunato Luigi Naccari, der unter anderem im Jahre 1822 eine Ichthyologie der Adria (Ittologia adriatica) veröffentlicht hat.

## Merkmale

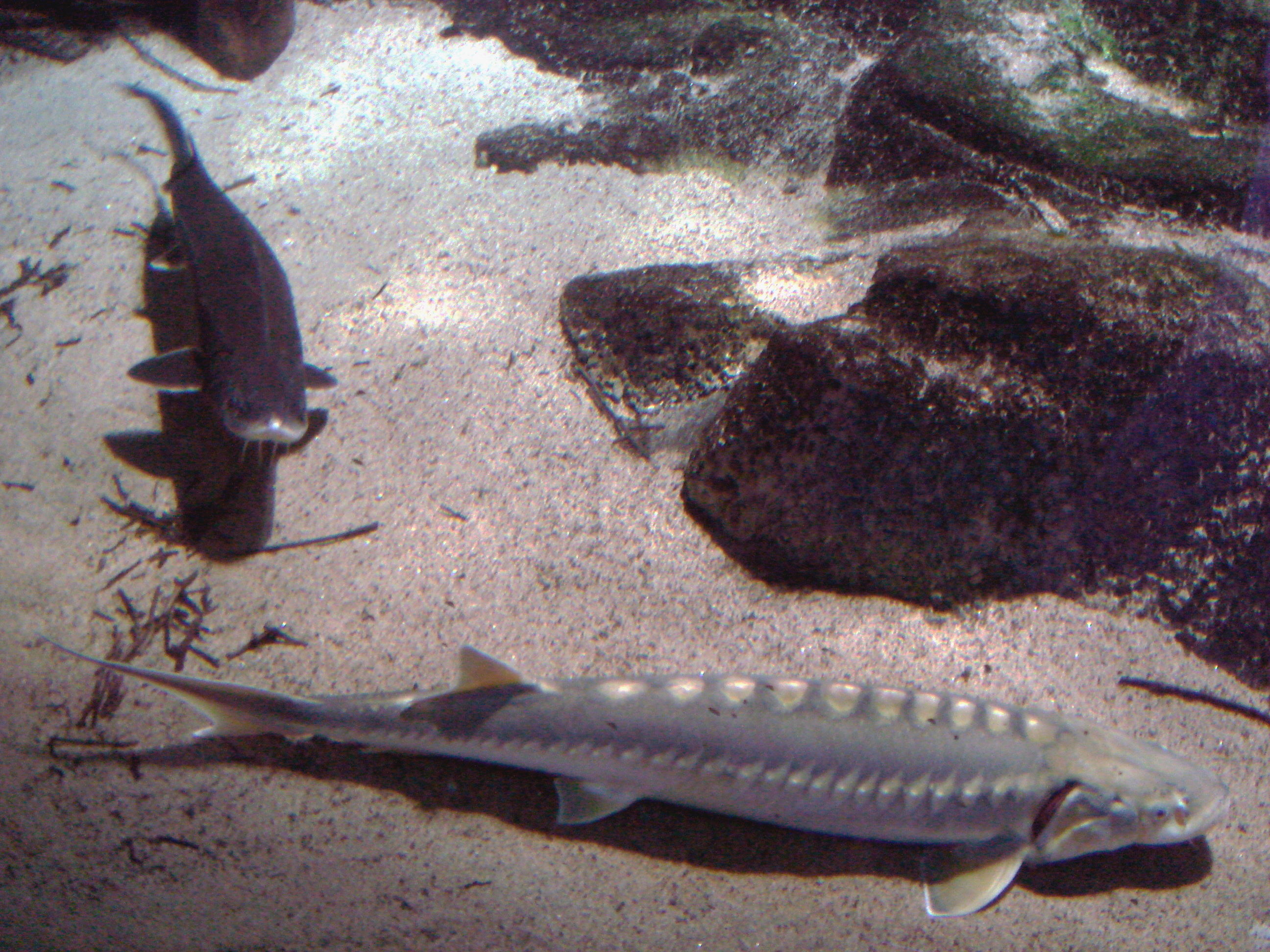
Adriatische Störe (im Acquario civico di Milano, 2009)

Die Art besitzt 11–14 Rückenschilde, 32–42 Seitenschilde, die eng aneinander liegen und mehr als doppelt so hoch wie breit sind, sowie 8–11 Bauchschilde. Die Schnauze ist oberseits verknöchert und vorn rundlich oder kegelförmig abgestumpft. Die runden, ziemlich langen Bartfäden sind fransenlos und stehen näher an der Schnauzenspitze als am Mund, zurückgelegt erreichen sie den Rand des Mundes nicht.
Die Färbung der Rückenseite variiert bei dieser Störart je nach Aufenthaltsort von gelblich über ockerfarben und bräunlich bis schwärzlich. Die Bauchseite ist ebenso wie die großen Knochenschilde gelblich bis schmutzigweiß.
Die maximale Länge dieses Störes liegt bei 200 cm, meist werden aber nur 100 bis 150 cm erreicht.

## Vorkommen
Der Adriatische Stör ist in der Küstenregion der Adria von Albanien, Kroatien, Bosnien und Herzegowina, Griechenland, Italien, Montenegro und Slowenien zu finden. Von dort steigt er zur Laichzeit in die großen Flüsse der norditalienischen Tiefebene (Po, Etsch und Tagliamento) auf.

## Lebensweise
Über die Biologie dieses anadromen Wanderfisches ist kaum etwas bekannt. Früher stieg er bis in die Oberläufe der großen Adriazuflüsse auf, um dort zur Laichzeit von April bis Mai an tiefen, stark überströmten Sand- und Kiesstellen abzulaichen. Aufgrund der Verschmutzung und des Verbaus der Laichgewässer ist die Art heute selten geworden, Laichaufstiege finden kaum noch statt.

## Gefährdung und Schutz
Laut der Roten Liste gefährdeter Arten (IUCN Red List) ist Acipenser naccarii in Italien vom Aussterben bedroht und auf dem Balkan ausgestorben (Stand Oktober 2009).
Der Adriatische Stör wird von der Europäischen Union in den Anhängen II und IV der FFH-Richtlinie als prioritäre Art geführt und gilt damit als streng zu schützende Art von gemeinschaftlichem Interesse, für deren Erhaltung von den Mitgliedsstaaten besondere Schutzgebiete ausgewiesen werden müssen.